# Lantmännen Unibake
Lantmännen Unibake Holding AB er en svensk bagerikoncern og et datterselskab til fødevarekooperativet Lantmännen. De har 36 bagerier i 21 lande og sælger deres varer på 60 markeder. De er specialiseret i brødproduktion til detailhandlen. I Sverige har de bagerier i Örebro, Mantorp og Huddinge kommun. I Danmark kendes de for deres ejerskab af Lantmännen Schulstad og Hatting.